# Blue Anchor
Blue Anchor – wieś w Anglii, w hrabstwie Somerset, w dystrykcie (unitary authority) Somerset. Leży 65 km na południowy zachód od miasta Bristol i 231 km na zachód od Londynu. W miejscowości znajduje się stacja kolei West Somerset Railway.